# Estatua Pedro José Méndez
Estatua Pedro José Méndez es un monumento edificado en honor al general Pedro José Méndez por su participación en el rescate de Ciudad Victoria del levantamiento del Coronel Balderas, seguidor de la causa francesa, levantado el 23 de enero de 1922 y develado por el general César López de Lara.
En 1929 los restos del general fueron trasladados de la parroquia de santo domingo en Hidalgo, Tamaulipas, hasta el pedestal de este monumento. En febrero de 1999, sus restos fueron trasladados a la rotonda de los tamaulipecos ilustres.

### Composición
Este compuesto por un pedestal de granito, de cuya base cuadrangular surgen columnas dóricas para sostener un friso con motivos militares de la Grecia clásica; daga, yelmo y escudo realizados de bronce. Como terminación se encuentra un cuerpo prismático rebajado, cuyos lados se deslizan para formar las cornisas y sobre la cual descansa la escultura en bronce.
Copia de la que se encuentra en el paseo de la reforma de la Ciudad de México y que es obra del escultor Federico Homdedeu.

#### Postura
El general se encuentra de pie, en actitud de lucha, empuña en la mano derecha el sable; con la mano izquierda indica en dirección hacia el sur la acción del mando.